# The Hitch-Hiker
 The Hitch-Hiker és una pel·lícula negra dirigida per Ida Lupino i estrenada el 1953.
Primera pel·lícula negra dirigida per una dona, la pel·lícula és escrita per Robert L. Joseph, Ida Lupino i Collier Young. El guionista Daniel Mainwaring va participar en l'escriptura del guió, però com era a la llista negra de Maccarthy, no surt als crèdits.
La història és basada en fets reals, Lupino va trobar diverses víctimes del criminal Billy Cook en qui la pel·lícula s'inspira.

## Argument
Un assassí freqüenta les carreteres desèrtiques fent-se'l passar per un autoestopista als pocs cotxes que es creuen en el seu camí.
Aviat acorralat, es decideix a escapar-se amenaçant dos pescadors que el porten fins a Mèxic. Obligats pel portador de la pistola, els dos homes no aconsegueixen alliberar-se del seu jou.

## Repartiment
- Edmond O'Brien: Roy Collins
- Frank Lovejoy: Gilbert Bowen
- William Talman: Emmett Myers, l'assassí
- José Torvay: Capità Alvarado
- Sam Hayes: Ell mateix
- Wendell Niles: Ell mateix
- Jean Del Val: Inspector General
- Clark Howat: Agent governamental
- Natividad Vacio: José

Actors que no surten als crèdits
- Gordon Barnes: Hendrickson
- Rodney Bell: William Johnson
- Orlando Beltran: Venedor
- Wade Crosby: Joe - Cambrer
- June Dinneen: Cambrera
- Joe Dominguez: silueta
- Henry A. Escalante: Guarda mexicà
- Al Ferrara: empleat de l'estació de servei
- Taylor Flaniken: polícia mexicà
- Nacho Galindo: Jose Abarrotes - Propietari de la botiga
- Martin Garralaga: Cambrer
- Ed Hinton: Cap de la policia
- Larry Hudson: Agent de l'FBI
- Jerry Lawrence: Periodista
- George Navarro: Venedor

## Al voltant de la pel·lícula
- Journey Into Fear és una pel·lícula homònima (diferent en el seu títol original) dirigida per Daniel Mann el 1975.

## Cita
- "My folks were tough. When I was born, they took one look at this puss of mine and told me to get lost.[2]" - Emmett Myers